# Haplopsebium overlaeti
Haplopsebium overlaeti là một loài bọ cánh cứng trong họ Cerambycidae.